# Простір модулів
Простір модулів у алгебричній геометрії — геометричний простір (наприклад, схема, комплексний або алгебричний простір), точки якого відповідають деякому класу алгебро-геометричних об'єктів {\displaystyle A}, факторизованому за деяким відношенням еквівалентності {\displaystyle R}. Такі простори часто виникають як розв'язки класифікаційних задач: якщо множина об'єктів, що цікавлять нас (наприклад, гладких кривих алгебраїчних роду {\displaystyle g}, що розглядаються з точністю до ізоморфізму), можна забезпечити структурою геометричного простору, можна параметризувати дані об'єкти, ввівши координати на цьому просторі. У цьому контексті термін «модулі» синонімічний терміну «параметри»: простори модулів спочатку розумілися як простори параметрів, а не простори об'єктів.

## Історія
Теорія модулів виникла під час вивчення еліптичних функцій: існує сімейство різних полів еліптичних функцій (або їх моделей — неізоморфних еліптичних кривих над {\displaystyle \mathbb {C} }), параметризоване комплексними числами. Бернгард Ріман, якому належить і сам термін «модулі», показав, що компактні ріманові поверхні роду {\displaystyle g\geqslant 2} залежать від {\displaystyle 3g-3} комплексних параметрів — модулів.

## Визначення
Нехай {\displaystyle S} — деяка схема (комплексний або алгебричний простір). Сімейство об'єктів, параметризоване схемою {\displaystyle S} (або, як часто кажуть, над {\displaystyle S} або з базою {\displaystyle S}) — це набір об'єктів {\displaystyle \{X_{s}|s\in S,X_{s}\in A\}}, з додатковою структурою, узгодженою зі структурою бази {\displaystyle S}. Цю структуру в кожному конкретному випадку задають явно. Функтор модулів (або функтор сімейств) — це контраваріантний функтор {\displaystyle {\mathcal {M}}} із категорії схем (або просторів) у категорію множин, що визначається так: {\displaystyle {\mathcal {M}}(S)} — множина класів ізоморфних сімейств над {\displaystyle S}, а морфізму {\displaystyle f:S\to T} зіставляється відображення {\displaystyle f^{*}:{\mathcal {M}}(T)\to {\mathcal {M}}(S)} за допомогою взяття індукованого сімейства.
Якщо функтор модулів {\displaystyle {\mathcal {M}}} зображуваний за допомогою схеми (або простору) {\displaystyle M}, то {\displaystyle M} називають тонким простором модулів для функтора {\displaystyle {\mathcal {M}}}. У цьому випадку існує універсальне сімейство {\displaystyle U} з базою {\displaystyle M}, тобто довільне сімейство {\displaystyle T} з базою {\displaystyle S} індукується сімейством {\displaystyle U} за допомогою єдиного відображення {\displaystyle f:S\to M}.
Функтор модулів є зображуваним у дуже небагатьох випадках, тому запроваджено також поняття грубого простору модулів. Схему {\displaystyle M} називають грубим простором модулів для функтора {\displaystyle {\mathcal {M}}}, якщо існує натуральне перетворення {\displaystyle \varphi :{\mathcal {M}}\to \mathrm {Hom} (\cdot ,M)}, таке, що
1. якщо {\displaystyle K} — алгебрично замкнуте поле, то відображення {\displaystyle \varphi (\mathrm {Spec} \,K):{\mathcal {M}}(\mathrm {Spec} \,K)\to \mathrm {Hom} (\mathrm {Spec} \,K,M)} бієктивне;
2. для довільної схеми {\displaystyle M'} та природного перетворення {\displaystyle \varphi ':{\mathcal {M}}\to \mathrm {Hom} (\cdot ,M')} існує єдиний морфізм {\displaystyle \pi :M\to M'}, такий, що для асоційованого природного перетворення {\displaystyle \Pi :\mathrm {Hom} (\cdot ,M)\to \mathrm {Hom} (\cdot ,M')} виконується {\displaystyle \varphi =\Pi \circ \varphi '}.

Інтуїтивно, замкнуті точки грубої схеми модулів відповідають елементам {\displaystyle A/R}, а геометрія цієї схеми відбиває те, як об'єкти класу {\displaystyle A} можуть змінюватись у сімействах. З іншого боку, над грубою схемою модулів може не існувати універсального сімейства.

## Приклади

### Криві
Нехай {\displaystyle A/R=\mathbf {M} _{g}} (відповідно, {\displaystyle {\overline {\mathbf {M} _{g}}}}) — множина класів ізоморфних проєктивних гладких зв'язних кривих (відповідно, стабільних кривих) роду {\displaystyle g\geqslant 2} над алгебрично замкнутим полем {\displaystyle K}. Сімейство над {\displaystyle S} — це гладкий (плоский) власний морфізм {\displaystyle f:X\to S}, шарами якого є гладкі (стабільні) криві роду {\displaystyle g}. Тоді існує груба схема модулів {\displaystyle M_{g}} (відповідно, {\displaystyle {\overline {M_{g}}}}), що є квазіпроєктивним (проєктивним) незвідним і нормальним многовидом над {\displaystyle K}.

### Векторні розшарування
Нехай {\displaystyle A/R} — множина класів ізоморфних векторних розшарувань рангу {\displaystyle n} на алгебричному многовиді {\displaystyle X}. Сімейство над {\displaystyle S} — це векторне розшарування на {\displaystyle X\times S}. У випадку, коли {\displaystyle X} — це неособлива проєктивна крива над алгебрично замкнутим полем, існує нормальний проєктивний многовид {\displaystyle {\overline {M_{d,n}}}}, який є грубим простором модулів напівстабільних векторних розшарувань рангу {\displaystyle n} та степеня {\displaystyle d} на {\displaystyle X}. Стабільні векторні розшарування параметризуються відкритим гладким многовидом {\displaystyle M_{d,n}\subset {\overline {M_{d,n}}}}. Якщо {\displaystyle d} і {\displaystyle n} взаємно прості, {\displaystyle M_{d,n}} збігається з {\displaystyle {\overline {M_{d,n}}}} і є тонким простором модулів.